# Zoran Petrović (slikar)
Zoran Petrović (Sakule, 7. april 1921 — Beograd, 23. jun 1996) bio je srpski slikar, vajar, pisac, redovni profesor Akademije likovnih umetnosti u Beogradu.

## Biografija
Aktivno je učestvovao u NOB-u kao referent za kulturu bataljona za vezu III armije i član dramske, a potom i likovne sekcije Propagandnog odeljenja.
Prvi put izlaže 1945. godine u Novom Sadu sa grupom slikara III armije.
Po završetku rata upisuje se na Akademiju za likovne umetnosti u Beogradu i završava je 1948. godine, a specijalni tečaj u klasi profesora Đorđa Andrejevića Kuna 1949. godine, kada je izabran za jednog od prvih asistenata Akademije.
Bio je član grupe „Samostalni“ i jedan od osnivača „Decembarske grupe“. Jedan je od osnivača umetničkih kolonijau Bačkoj Topoli o kolonije "Ečka" u Zrenjaninu i aktivni učesnik drugih umetničkih kolonija. Izlagao je na 30 samostalnih i 90 kolektivnih izložbi, u zemlji i u inostranstvu. Od 1975. godine počinje da se bavi skulpturom na principu varenog i livenog gvožđa. Pored slikarstva i vajarstva bavi se literaturom.
Napisao je sedam dramskih tekstova od kojih su najviše izvođeni
- „Selo Sakule, a u Banatu“ i
- „Pendžeri ravnice“ šest radio - dramskih tekstova,
- TV dramu "Slike Bezarovih",
- scenario za igrani film „Hitler iz našeg sokaka“ (sa Vladimirom Tadejom),
- sedam monodrama pod zajedničkim nazivom „Banatska kazivanja“,
- mapu crteža i teksta „Mašinobalada" (1958 – 66)

te dve knjige proze „Selo Sakule, a u Banatu“ 1969. godine i 1986. godine i „A nad Banatom strašila“. Bio je redovni profesor Akademije likovnih umetnosti u Beogradu.
Dobitnik je više nagrada i priznanja, medju kojima su najznačajnije:
- Nagrada "LEIRNER" za crtež na bijenalu u Sao Paolu 1961. godine,
- Sedmojulska nagrada SR Srbije 1962. godine,
- nagrada ULUS-a 1966. godine
- nagrade za slikarstvo Umetničke kolonije "Ečka" - Zrenjanin 1966. godine,
- nagrade na Prvom bijenalu crteža u Zagrebu 1968. godine

a na Jugoslovenskim pozorišnim igrama "Sterijinom pozorju" 1970. godine dobio je Sterijinu nagradu za tekst savremene komedije.

## Spoljašnje veze
- Zoran Petrović dostojan nezaborava („Politika”, 15. decembar 2019)